# Nathan Waks
Nathan Waks   (1951) és violoncel·lista, compositor, productor discogràfic, administrador d'arts i propietari d'empreses vitivinícoles australianes.
Waks va néixer, en el si d'una família musical, la seva mare era una pianista amb talent. Va mostrar una aptitud musical primerenca al piano als quatre anys i al violoncel als set anys. Va assistir al "North Sydney Boys High School" però no es va graduar. Mentre era allà, va demostrar tal talent en el futbol que el director de futbol escocès visitant Tommy Docherty li va oferir una beca, però va rebutjar en sentir que la música era la seva passió.
Va estudiar al Conservatori de Música de Sydney amb Lois Simpson i Robert Pikler. Va guanyar el Concurs Instrumental i Vocal ABC del 1968, i després va viatjar a Moscou (llavors la Unió Soviètica) per estudiar amb Mstislav Rostropovich. Aquest viatge es va reduir a causa de les tensions de la Guerra Freda (es va afirmar que hi havia irregularitats amb el visat de Waks). Després va anar a París a estudiar amb Paul Tortelier i va guanyar un primer Premi al Conservatori de París.

## Carrera musical
De retorn a Austràlia, el 1969, va co-fundar el Fidelio Quartet amb Brecon Carter i John Harding.
El 1970, als 19 anys, Waks va ser nomenat violoncel·lista principal de l'Orquestra Simfònica de Sydney, la més jove de la història de l'orquestra. Va deixar el càrrec al cap d'un any. Va aparèixer com a solista amb totes les orquestres simfòniques australianes, la BBC Symphony Orchestra i altres.
El 1974 es va tornar a formar el quartet de corda de Sydney per tercera vegada, amb els membres Harry Curby, Dorel Tincu, Alexandru Todicescu i Waks. Harry Curby va marxar el 1980 i, el 1981, després de la sobtada mort de Dorel Tincu, el quartet va continuar amb John Harding, Laszlo Kiss, Todicescu i Waks. Waks va romandre amb el Sydney String Quartet durant deu anys.
El 1979, va encarregar i estrenar Requiem per a violoncel solista de Peter Sculthorpe. També ha donat estrenes d'obres d'Anne Boyd, Matthew Hindson i Gerald Glynn.
Per al servei commemoratiu de l'emissor Andrew Olle a l'Ajuntament de Sydney el 22 de desembre de 1995, Peter Sculthorpe va escriure un arranjament especial per a violoncel i piano de la seva obra Parting de 1947, dedicada a Olle, que va ser interpretada per Nathan Waks i la pianista Kathryn Selby.
El 1998, Waks va ser nomenat president de "l'Australia Council's Music Fund". El mateix any, va reduir els seus compromisos administratius i va tornar a la Sydney Symphony com a co-principal violoncel.
El 2008, va participar en l'estrena australiana de la Cantata della vita de Gianluigi Gelmetti, amb l'Orquestra Simfònica de Sydney i diversos artistes solistes, sota la batuta del compositor.
Ha organitzat concerts per a cantants com Frank Sinatra, Rod Stewart i Tiny Tim. També ha produït enregistraments per al guitarrista australià John Williams.
És director fundador i assessor artístic de l'Orquestra de Cambra d'Austràlia, director fundador del Australian Music Center; ha estat director de música a la "Australian Broadcasting Corporation", director general de Symphony Australia, i membre de la junta de l'Acadèmia Nacional d'Austràlia de la Música.
És ambaixador de la Fundació Melba.

## Composicions
Nathan Waks ha escrit diverses partitures de pel·lícules:
- My Brilliant Career (1979)
- Intimate Strangers (1981)
- Hunger (1986)
- For Love Alone, nominada al premi AACTA a la millor partitura original)
- Kangaroo (1987; aquesta partitura es va basar en el lent moviment del Quartet de corda núm. 12 de Fa major "americà", op. 96) d'Antonín Dvořák.[11]

Va ser director musical de "The Removalists" (1975).

## Interessos del celler de vins
El 2000 es va implicar al celler Kilikanoon, a la vall de Clare, al sud d'Austràlia. Des del 2007 dirigeix un sindicat propietari de Kilikanoon, i també Seppeltsfield a la vall de Barossa. Waks viatja àmpliament com a ambaixador internacional de les empreses.

## Família
Als anys setanta, la parella de Waks era la soprano operística Eilene Hannan. Més tard es va casar amb Candice Williams, filla del pioner de la distribució de pel·lícules David Williams AM (1925-2009) i germana de Kim Williams. Tenen dos fills.